# نوموري معروف
نوموري معروف (الاسم العلمي: Nemopilema nomurai) هو نوع من الحيوانات يتبع جنس النوموري من الفصيلة الجذفمية.